# Janet Lewis
Janet Loxley Lewis (Chicago, 17 d'agost de 1899 – Los Altos, Califòrnia, 30 de novembre o 1 de desembre de 1998) fou una novel·lista i poeta estatunidenca.
Janet Loxley Lewis es graduà per la Universitat de Chicago, on va ser membre d'un cercle literari que incloïa Glenway Wescott, Elizabeth Madox Roberts i el seu futur marit Yvor Winters. Va ser una membre activa del University of Chicago Poetry Club. També va ser professora de la Universitat Stanford i la Universitat de Califòrnia a Berkeley.
Lewis va escriure The Wife of Martin Guerre (1941), una història que s'emmarca en una trilogia dedicada a judicis històrics, traduïda al català com a La dona d'en Martin Guerre el 2015 per Marta Pera amb Viena Edicions. La seva primera novel·la va ser The Invasion: A Narrative of Events Concerning the Johnson Family of St. Mary's (1932). Altres obres en prosa inclouen The Trial of Soren Qvist (1947), The Ghost of Monsieur Scarron (1959), i el volum de ficció curta, Good-bye, Son, and Other Stories (1946).
Lewis també va conrear la poesia, i es va concentrar en les imatges, els ritmes, i el lirisme per aconseguir el seu objectiu. Entre les seves obres hi ha The Indians in the Woods (1922), i les darreres col·leccions Poems, 1924-1944 (1950) i Poems Old and New, 1918-1978 (1981). També va col·laborar amb Alva Henderson, una compositora per a qui va escriure tres textos de cançons i diversos llibrets.
Es va casar amb el poeta i crític nord-americà Yvor Winters el 1926. Junts van fundar Gyroscope, una revista literària que va durar des de 1929 fins a 1931. Lewis va ser escollida membre de l'Acadèmia Americana de les Arts i les Ciències el 1992. Janet Lewis va morir a la seva casa de Los Altos (Califòrnia) el 1998, a l'edat de 99 anys.

## Poesies
- The Indians in the Woods. Publicat per Monroe Wheeler, com a Manikin Number One, Bonn, Alemanya, n.d. [1922].
- The Wheel in Midsummer Lynn, Mass, The Lone Gull, 1927.
- The Earth-Bound Aurora, New York, Wells College Press, 1946
- Poems 1924 – 1944 Denver, Alan Swallow, 1950
- The Ancient Ones Portola Valley, California: No Dead Lines, 1979
- The Indians in the Woods 2a edició amb un nou prefaci, Palo-Alto California, Matrix Press, 1980.
- Poems Old and New 1918 – 1978 Chicago/Athens, Ohio: Swallow Press / Ohio University Press 1981
- Late Offerings Florence, Ky, Robert L. Barth, 1988
- Janet and Deloss: Poems and Pictures San Diego, Brighton Press 1990
- The Dear Past and other poems 1919 – 1994 Edgewood Ky, Robert L. Barth, 1994
- The Selected Poems of Janet Lewis Ohio, Swallow Press / Ohio University Press, 2000, ISBN 978-0-8040-1023-8.